# Hastings-on-Hudson
Ej att förväxla med kommunen Hastings, New York i Oswego County. För andra betydelser, se Hastings (olika betydelser).
Hastings-on-Hudson är ett municipalsamhälle (village) i Greenburghs kommun (town) i Westchester County i södra delen av den amerikanska delstaten New York. Området är tätbebyggt och utgör en närförort till New York, belägen vid Hudsonflodens östra strand direkt norr om Yonkers i New Yorks storstadsregion. Befolkningen uppgick till 7 849 personer vid 2010 års federala folkräkning.